# 日高川水力電気
日高川水力電気株式会社（ひだかがわすいりょくでんき かぶしきがいしゃ）は、大正時代の和歌山県中部に存在した電力会社である。
1916年（大正5年）設立。日高川に水力発電所を建設し、現在の御坊市や田辺市を中心として供給にあたった。1926年（大正15年）、和歌山県にも進出していた京阪電気鉄道に合併され解散した。

## 沿革

### 田辺電灯と日高電灯
日高川水力電気株式会社は、1916年（大正5年）8月25日、和歌山県日高郡御坊町（現・御坊市）に設立。3か月後の同年11月15日、同社は同じ御坊の日高電灯と、西牟婁郡田辺町（現・田辺市）の田辺電灯を合併、その事業を継承して開業した。日高川水力電気の前身会社2社のうち、先に開業したのは田辺電灯である。
和歌山県下では、まず1897年（明治30年）に和歌山市において和歌山電灯（のちの和歌山水力電気）が開業し、電気の普及が始まった。1899年（明治32年）には新宮で水力発電による新宮電灯（後の熊野電気）が開業する。これらに続く電気事業起業の動きは日露戦争後のことで、県中南部の田辺町においては1909年（明治42年）に起業の動きが始まった。その契機は、町内商工業者による組織「田辺実業協会」が会員からの意見を元に7月田辺町長に対し町営の電灯事業を要望したことにある。町営案について町が難色を示したことから、9月に岡本庄太郎（大地主・呉服商で四十三銀行役員）や栗山瀧蔵（田辺銀行役員）らにより相次いで電灯会社の出願がなされた。岡本らの計画は火力発電、栗山らの計画は吸入ガス機関（サクションガスエンジン）によるガス力発電と違いがあったが、郡や実業協会の調停により岡本らは計画を断念、栗山らの計画が事業化されることになった。
1910年（明治43年）4月9日、田辺町に田辺電灯株式会社が設立された。資本金は設立時5万円、のち10万円。栗山瀧蔵が初代社長に就いた。電灯供給開始は翌1911年（明治44年）3月3日からで、当日は会社前にイルミネーションが施され、鬪雞神社では開業を祝う競馬や踊りが行われたという。当初の供給区域は田辺町と西ノ谷村・湊村で、田辺町大字上屋敷町に出力50キロワットのガス力発電所が置かれた。供給区域は1913年までこの3町村に限られたがその後拡大し、1915年（大正4年）9月1日からは瀬戸鉛山村（現・白浜町）でも点灯している。なお日高川水力電気との合併直前、1916年8月時点での田辺発電所はガス力と汽力発電併用で、出力は170キロワットであった。
一方、御坊町では1911年1月10日、資本金3万円にて日高電灯株式会社が設立された。同社は同年9月22日付で開業。当初の供給区域は御坊町のみで、町内に出力30キロワットのガス力発電所を置いていた。社長は御坊町の津村英三郎（日高銀行頭取）、常務は小竹岩楠（白浜温泉開発を主導した人物）であった。日高川水力電気との合併直前の時点では御坊町や印南町などで供給しており（下記1916年時点供給区域一覧参照）、御坊発電所は出力72.5キロワットであった。

### 日高川水力電気の事業展開
1916年8月に設立された日高川水力電気は、資本金58万7500円にて起業されたのち、11月の日高電灯・田辺電灯合併により資本金75万円の会社となった。代表取締役社長は海草郡内海村（現・海南市）の木村平右衛門、専務取締役は小竹岩楠が務める。初代社長の木村平右衛門は東京日本橋に江戸時代から店を構える紀州漆器商木村家の当主で、当時九州水力電気監査役。その他、取締役には坂内虎次（人吉水力電気社長）も名を連ねた。
社名にある日高川での水力発電所建設については、まず1917年（大正6年）10月、柳瀬発電所を着工した。柳瀬発電所は日高郡下山路村大字福井（現・田辺市龍神村福井、北緯33度52分57.5秒 東経135度27分32.5秒）に位置し、出力1,800キロワットにて1919年（大正8年）12月17日より送電を開始した。同時に変電所を御坊・由良・田辺の3か所に整備している（翌年2月南広にも追加）。続いて開発された甲斐ノ川発電所は下山路村大字甲斐ノ川（現・田辺市龍神村甲斐ノ川、北緯33度54分34.5秒 東経135度26分19.5秒）に所在。南海鉄道学文路変電所とを結ぶ送電線とあわせて建設され、1925年（大正14年）8月に竣工、9月より運転を開始した。発電所出力は1,150キロワットである。また工事中の1923年（大正12年）4月には出力1,250キロワットの御坊第二火力発電所も竣工している。
1922年（大正11年）10月5日、日高川水力電気では3社目の合併として伊都郡高野村（現・高野町）の高野山水電株式会社を吸収した。同社は1913年1月に開業した高野村や九度山町を供給区域とする事業者で、高野村内に水力発電所を持った。合併区域のうち九度山町では、合併後の1924年（大正13年）1月に笠木発電所が完成し2月より運転を始めた。同発電所は紀の川（吉野川）水系の不動川にあり、出力は200キロワットであった。
経営面では、1919年1月に倍額増資を決議。1921年10月には再度の増資決議により資本金を一挙に500万円とし、さらに翌年の高野山水電合併により520万円へと増資している。

### 京阪電気鉄道との合併
1920年代に入ると、和歌山県下の電力業界では事業規模の拡大を県内資本が支えきれなくなったことで県外資本の進出が活発化し、1922年に和歌山水力電気と熊野電気が大阪府に本社を置く京阪電気鉄道および宇治川電気に相次いで合併された。このうち京阪電気鉄道では、和歌山水力電気を合併するころから日高川水力電気についても合併交渉を持ったが、交渉成立に至らなかった。その後も京阪では、自社発電所が日高川水力電気の発電所の下流側にあり渇水期などにその影響を受ける恐れがあること、将来的に紀勢本線が伸びる地域が事業地であり発展の余地があることを理由に日高川水力電気の合併を目指す。日高川水力電気側でも有力需要家から京阪電気鉄道への合併を要望する意見が出たことから1925年（大正14年）になると合併交渉が進展、同年9月26日合併仮契約締結に至った。
合併条件は、存続会社の京阪電気鉄道は合併に伴い416万円の増資をなし、新株を解散する日高川水力電気の株主に対し持株1株につき0.8株の割合で交付する、日高川水力電気は合併期日までに未払込資本金の払込みを済ませる、というものである。合併手続きは1925年10月29日両社の株主総会にて合併承認、翌1926年（大正15年）2月25日主務官庁からの合併認可取得と進められ、契約期日通り同年3月1日付で合併が実施されて日高川水力電気に属する権利義務一切はすべて京阪電気鉄道に引き継がれた。4月29日には京阪電気鉄道で合併報告総会も開かれて合併手続きが完了、同日をもって日高川水力電気は解散した。
最後の決算にあたる1925年12月末時点で、日高川水力電気は水力発電所4か所（柳瀬・甲斐ノ川・神谷・笠木、総出力3,227キロワット）と火力発電所2か所（御坊・御坊第二火力、総出力1,570キロワット）を運転し、和歌山県下47町村を供給区域として電灯5万6371灯・小口電力1075馬力・大口電力2,205キロワットを供給していた。これらの事業は京阪電気鉄道では和歌山支店（元は旧和歌山水力電気区域を管轄）に編入される。1929年（昭和4年）3月には五味発電所（出力1,400キロワット、下山路村大字小家所在）が竣工したが、これは日高川水力電気時代から工事が進められていた地点にあたる。ただし翌1930年（昭和5年）に京阪電気鉄道では和歌山支店管内の事業を三重県の電力会社合同電気に譲渡したため、御坊・田辺地区進出は短期間で終わった。

### 年表
- 1910年（明治43年）4月9日 - 西牟婁郡田辺町に田辺電灯株式会社設立[10]。
- 1911年（明治44年）1月10日 - 日高郡御坊町に日高電灯株式会社設立[15]。
- 1911年（明治44年）3月3日 - 田辺電灯開業[11]。
- 1911年（明治44年）9月22日 - 日高電灯開業[12]。
- 1916年（大正5年）8月25日 - 御坊町に日高川水力電気株式会社設立。資本金58万7500円[1][4]。
- 1916年（大正5年）11月5日 - 日高川水力電気が田辺電灯・日高電灯を合併。資本金75万円となる[5][4]。
- 1919年（大正8年）1月23日 - 150万円への倍額増資を決議[22]。
- 1919年（大正8年）12月17日 - 柳瀬発電所運転開始（出力1,800キロワット）[4]。
- 1921年（大正10年）10月29日 - 500万円への増資を決議[22]。
- 1922年（大正11年）10月5日 - 高野山水電（伊都郡高野村）を合併[25]。資本金520万円となる[22]。
- 1923年（大正12年）4月 - 御坊第二火力発電所竣工（出力1,250キロワット）[24]。
- 1924年（大正13年）2月 - 笠木発電所運転開始（出力200キロワット）[27][22]。
- 1925年（大正14年）9月 - 甲斐ノ川発電所運転開始（出力1,150キロワット）[3][22]。
- 1925年（大正14年）9月26日 - 京阪電気鉄道との間に合併仮契約締結[28]。10月29日の株主総会で合併承認[3]。
- 1926年（大正15年）3月1日 - 京阪電気鉄道との合併実施[28]。
- 1926年（大正15年）4月29日 - 京阪電気鉄道との合併に伴い日高川水力電気解散[2]。

## 供給区域一覧

### 1916年時点
日高川水力電気との合併直前にあたる1916年8月末時点における田辺電灯ならびに日高電灯の供給区域は以下の通り。これには未開業区域も含まれる。
- 田辺電灯区域
  - 西牟婁郡 ： 田辺町・西ノ谷村・湊村・下芳養村・新庄村（現・田辺市）、朝来村・岩田村（現・上富田町）、瀬戸鉛山村・西富田村・南富田村・北富田村・東富田村（現・白浜町）
  - 日高郡 ： 南部町（現・みなべ町）
- 日高電灯区域
  - 日高郡 ： 御坊町・湯川村・藤田村・塩屋村・名田村（現・御坊市）、印南町・切目村（現・印南町）、松原村・和田村・三尾村（現・美浜町）、比井崎村・志賀村・西内原村・東内原村（現・日高町）、由良村・白崎村・衣奈村（現・由良町）

### 1925年時点
京阪電気鉄道との合併直前、1925年12月末時点における日高川水力電気の供給区域は以下の通り。こちらには未開業区域を含まない。
| 西牟婁郡 （2町13村） | 田辺町・下芳養村・中芳養村・新庄村（現・田辺市）、 朝来村・岩田村・生馬村・市ノ瀬村（現・上富田町）、鮎川村（現・田辺市・上富田町）、 瀬戸鉛山村・西富田村・南富田村・北富田村・東富田村・日置町（現・白浜町） |
| 日高郡 （3町26村）   | 南部町・岩代村・上南部村（現・みなべ町）、 下山路村・中山路村・上山路村（現・田辺市）、 印南町、切目村・切目川村・稲原村（現・印南町）、 丹生村・矢田村・早蘇村（現・日高川町）、 御坊町・湯川村・藤田村・野口村・塩屋村・名田村（現・御坊市）、 松原村・和田村・三尾村（現・美浜町）、 比井崎村・志賀村・西内原村・東内原村（現・日高町）、 由良村・白崎村・衣奈村（現・由良町） |
| 有田郡 （1村）       | 南広村（現・広川町） |
| 伊都郡 （1町1村）    | 高野村（現・高野町）、九度山町 |